# Szürkelemezű kígyógomba
A szürkelemezű kígyógomba (Mycena aetites) a kígyógombafélék családjába tartozó, Európában honos, réteken, füves helyeken élő, nem ehető gombafaj. 

## Megjelenése
A szürkelemezű kígyógomba kalapja 0,5-2 cm széles, alakja fiatalon kúpos, később harang alakú, púposan kiterülő. Színe világos- vagy sötétszürke, szürkésbarna, a közepe sötétebb. Felszíne fiatalon hamvas, később sima. Széle nedvesen hosszan, áttetszően bordás.
Húsa vékony, fehéres. Szaga gyenge, retekszerű; íze nem jellegzetes vagy kissé kesernyés.  
17-25 db viszonylag ritkás lemeze keskenyen tönkhöz nőtt (esetenként kis foggal). Színük világos- vagy sötétebb szürke, élük világosabb. 
Tönkje 2,5–7 cm magas és 1,5–5 mm vastag. Alakja karcsú, hengeres. Színe szürke, a töve felé sötétedő, kissé áttetsző. Alja a micéliumtól fehéren pelyhes.
Spórapora fehér. Spórája gyümölcsmag alakú, sima, amiloid, mérete 9-10 x 5-5,5 µm.

### Hasonló fajok
Más, esetleg mérgező kígyógombákkal (retekszagú kígyógomba, korai kígyógomba, lúgszagú kígyógomba) lehet összetéveszteni. 

## Elterjedése és termőhelye
Európában honos. Magyarországon nem ritka.
Réteken, legelőkön, erdei tisztásokon, egyéb füves helyeken él. Szeptembertől novemberig terem.

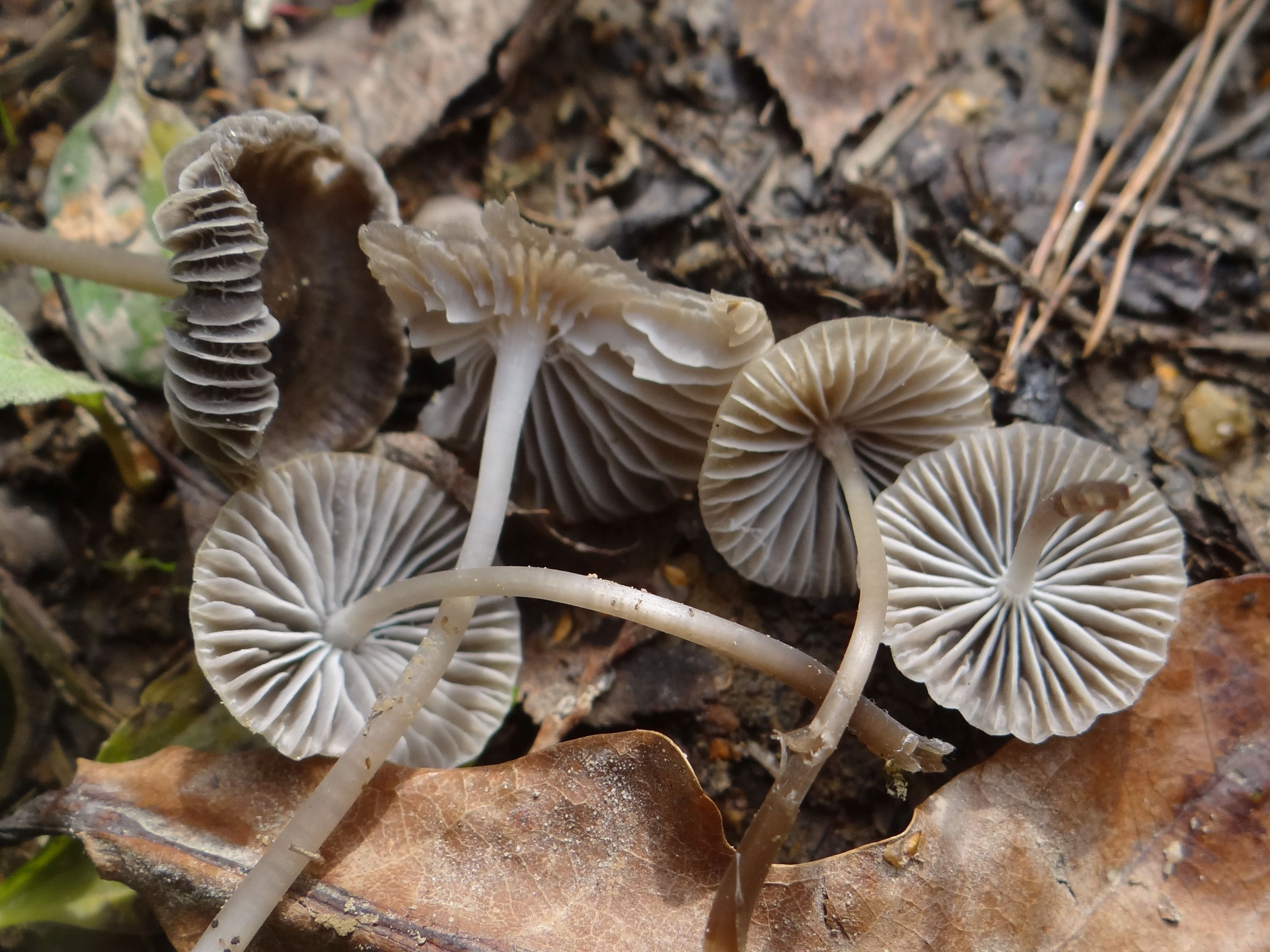
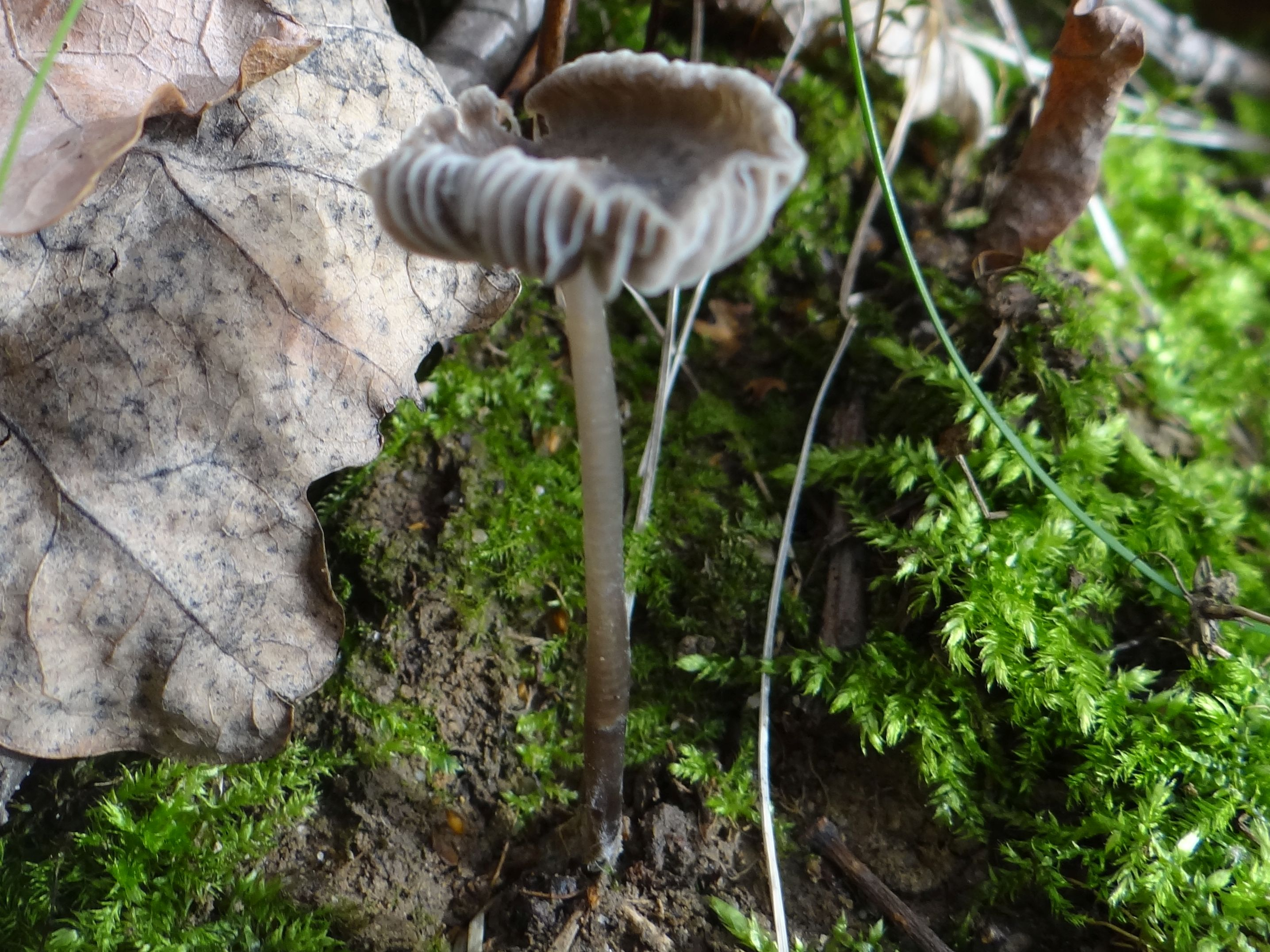
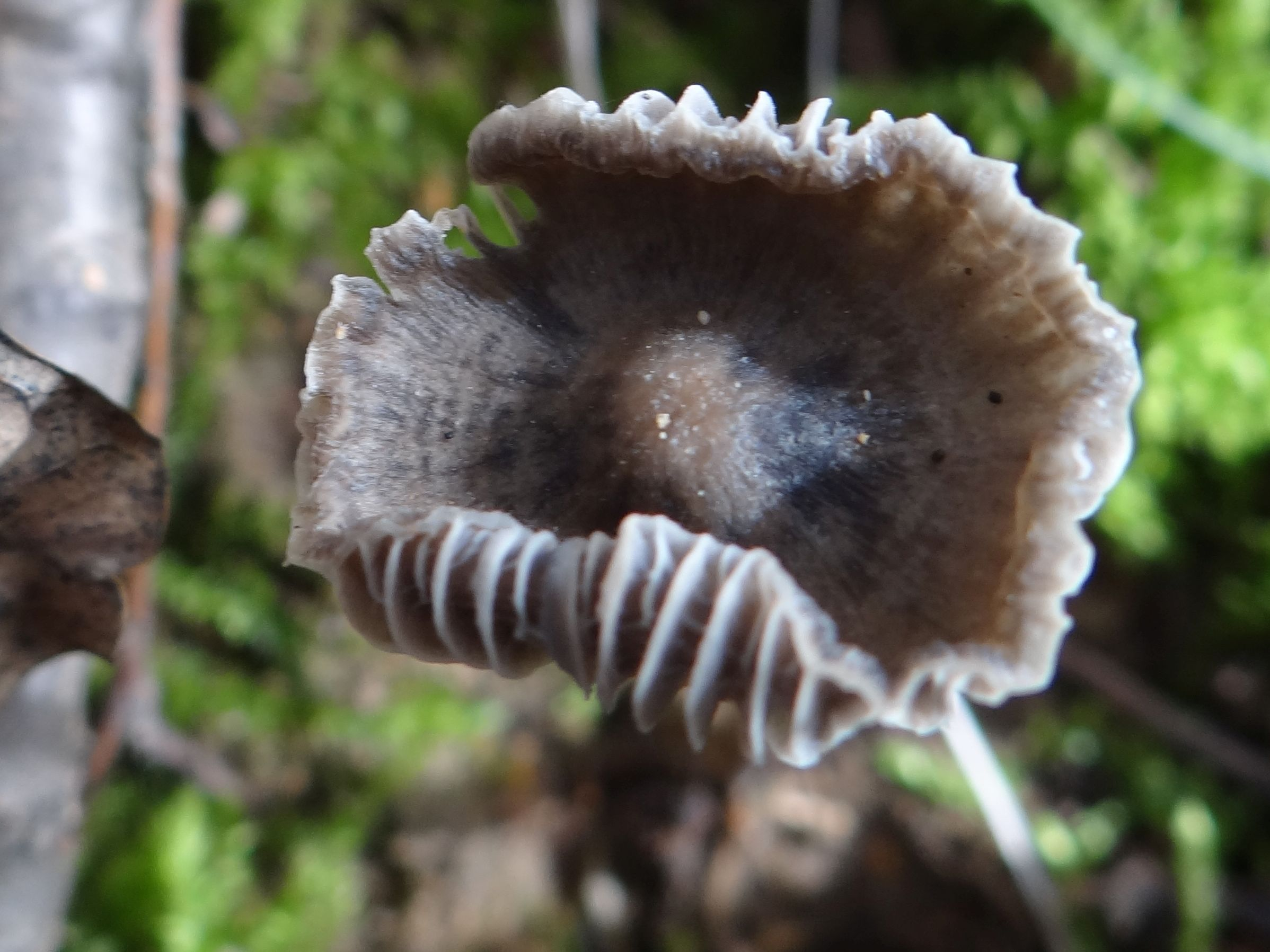
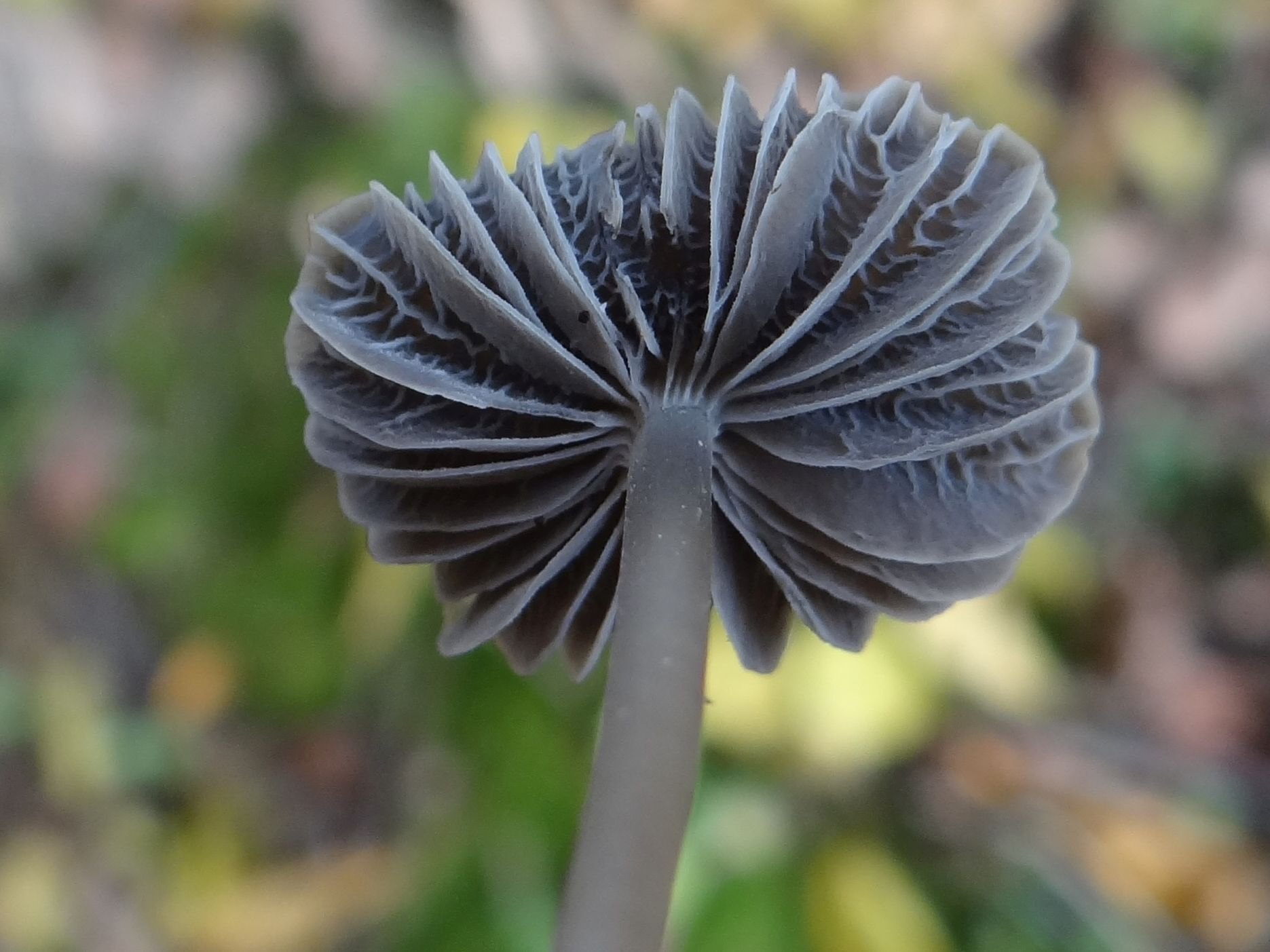

Nem ehető. 